# Métro de São Paulo
Le Métro de São Paulo (en portugais : Metrô de São Paulo ou Metropolitano de São Paulo) est le métro qui dessert São Paulo, au Brésil. Le métro fait partie du système de transport ferroviaire métropolitain. Inauguré en 1974 il est historiquement le premier métro du Brésil. Il l'est aussi par sa dimension, comportant six lignes pour une longueur totale de 104,4 km avec 91 stations. Chaque ligne est représentée par une couleur : Ligne 1 - Bleue, Ligne 2 - Verte, Ligne 3 - Rouge, Ligne 4 - Jaune, Ligne 5 - Lilas et Ligne 15 - Argent.
Les lignes sont exploitées par la compagnie d'État Companhia do Metropolitano de São Paulo sauf la ligne 4, exploitée par ViaQuatro pour 30 ans, et les lignes 5 et 17, exploitées par ViaMobilidade pour 20 ans dans le cadre d'un partenariat public-privé.
Les lignes 1, 2 et 3 sont à l'écartement de 1 600 mm avec une alimentation par frotteur sur un 3e rail à 750 volts. Cet écartement est celui du réseau de banlieue CPTM. Les lignes 4 et 5 sont à l'écartement standard de 1 435 mm avec une alimentation par caténaire à 1 500 volts. La ligne 4, inauguré en 2010, fut la première ligne en Amérique latine à être sans conducteur. La ligne 15 est une ligne de monorail.
Le réseau métropolitain est complété par un réseau de lignes de trains de banlieue gérées par la CPTM. Au total, les lignes ferroviaires de passagers dans la région métropolitaine totalisent environ 380 km et 188 stations, ce qui en fait le réseau le plus étendu d'Amérique latine.

## Histoire

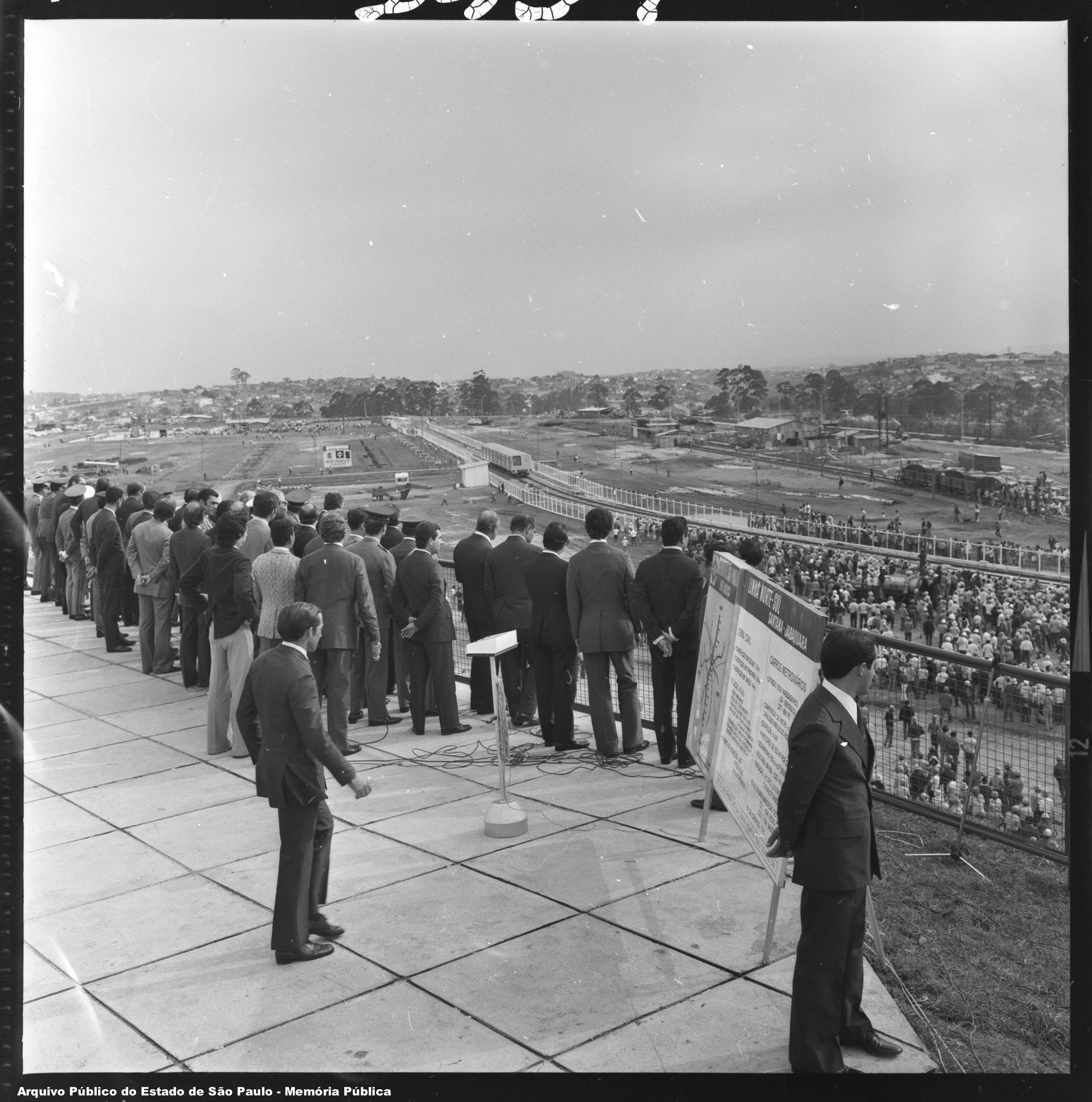
Premiers essais réalisés le 6 septembre 1972.

### Les premières étapes
En 1966, le Consortium HMD (sociétés Hochtief et Deconsult d'Allemagne et Montreal du Brésil) a été invité à réaliser une étude de trafic intégrée pour la région métropolitaine de São Paulo qui comptait déjà plus de cinq millions d'habitants. En 1968, HMD a recommandé un système de métro pour réduire les problèmes de circulation croissants dans la région métropolitaine. Le réseau proposé était de 66 km long, conçu autour d'un axe central nord-sud, l'actuelle ligne 1. Cette même année, en avril, la Companhia do Metrô de São Paulo a été fondée et la construction de la ligne a commencé.

### La construction de la ligne 1
Le premier tronçon, d'une longueur de 6,5 km, a été mis en service en 1974 entre Jabaquara et Saúde. La ligne a été étendue à 16,7 km longueur en 1975, premier jusqu'à Liberdade depuis Santana. La ligne est principalement souterraine.
En 1998 la ligne est étendue à Tucuruvi, parcourant 20 km.

### La construction de la ligne 3
La construction de la ligne principale est-ouest, l'actuelle ligne 3 (ligne rouge), a commencé en 1975. Elle a été ouverte en 1979, et a ensuite été étendue à sa longueur de 22,2 km en 1988. La ligne est principalement au niveau du sol (en surface) à l'exception de la section centrale du centre-ville, qui est souterraine.

### La construction de la ligne 2
En 1980, une étude recommandait la mise en place d'une troisième ligne de métro, l'actuelle ligne 2 (ligne verte), dans le Quartier central des affaires autour de l'Avenue Paulista. La construction a commencé en 1987 et la ligne a ouvert en 1991 sur un premier tronçon de 4,7 km entre Consolação et Paraíso. La ligne est entièrement souterraine et partageait alors son garage-atelier voitures avec la ligne 1.
En 1995, le gouvernement de l'État de São Paulo lança un programme intégré de transport urbain. Ce programme préconisait les extensions de la ligne 1 vers le nord (3,5 km avec trois stations) et de la ligne 2 vers l'ouest (2,9 km avec deux stations) et surtout deux nouvelles lignes, les lignes 4 (13,5 km avec 15 stations) et 5 (phase initiale de 9,3 km avec 6 stations).

### La construction de la ligne 4
Décidée en 1995 en même temps que la ligne 5, la ligne 4 fut plus longue à émerger. La construction de la ligne devait être sous la forme d'une concession de 30 ans dans le cadre d'un partenariat public-privé selon la loi du 13 février 1995. Les études préliminaires furent terminées en 2001. Elles prévoyaient la construction d'une première phase de 12,8 km et 11 stations de Luz à Morumbi. La ligne devait être alimentée en tension sous 1,5 kV pour l'énergie de traction distribuée par caténaire rigide dans les tunnels et caténaire classique hors tunnel captée les pantographes des trains. L'écartement des rails est standard de 1 435 mm, choix inverse des trois premières lignes.
Le financement d'un projet estimé initialement à 1,26 milliard de US$ pour la première phase fut cependant difficile à trouver. La Banque mondiale accorda un prêt en 2002. Le prêt de la Banque, au total 304 millions de dollars, a été complété par 304 millions de dollars de la Banque japonaise pour la coopération internationale (JBIC) et 922 millions de dollars du gouvernement de l’État de São Paulo pour les travaux de génie civil. Un investissement estimé à 246 millions de dollars EU a été réalisé par des investisseurs du secteur privé (concessionnaire d'exploitation) dans le matériel roulant et les systèmes.
Les appels d'offres furent lancés en décembre 2001, mais les contrats de génie civil ne furent signés qu'en septembre 2003. Le consortium Via Amarela (CBPO, OEA, Alstom et Queiroz Galvão) a remporté les contrats de construction des deux tronçons de la première phase, tandis que le consortium Camargo Correa-Andrade Gutierrez-Siemens a remporté le contrat de construction de l'atelier et des chantiers d'entretien. La première phase, prévue pour une mise en service en 2006, comprend cinq stations et l'achat de 16 trains, tandis qu'une deuxième phase ajoute six autres stations pour être opérationnelle fin 2007. Dans le cadre du contrat de consortium Alstom doit fournir les systèmes d'alimentation en énergie et de distribution électrique, les équipements de télécommunications et les systèmes auxiliaires. Pour des raisons de coût d'exploitation, c'est l'automatisme intégral qui est choisi.
Le partenariat public - privé d'exploitation se met en place en 2006 au profit du consortium dirigé par CCR (ViaQuatro) dans lequel figure la RATP.
Le concessionnaire ViaQuatro signe en août 2007 un contrat avec le consortium Siemens - Rotem, pour fournir 84 voitures (14 trains) pour la première phase d'exploitation de la ligne, dont la mise en service est alors prévue en 2009. Pour la deuxième phase, dont l'opération démarrerait quatre ans après la première, jusqu'à 90 voitures (15 trains) seraient fournies. Le contrat signé comprend le système de signalisation et automatisation intégrale (sans conducteur) de la ligne qui est fourni par Siemens Mobility. Les 14 trains Rotem seront livrés sur le site en 2010 équipes du système CBTC Siemens.
Une première partie de la première phase est mise en service le 25 mai 2010 de Paulista à Faria Lima.

### La construction de la ligne 15
En septembre 2010, face à trois concurrents, Bombardier remporte en partenariat avec deux sociétés brésiliennes le contrat pour une ligne de métro monorail de 24 km avec 17 stations. La nouvelle ligne, sous le nom d’Expresso Tiradentes, partira de Vila Prudente sur la ligne de métro 2 et pourra transporter 40 000 passagers par heure par direction jusqu'à Cidade Tiradentes. Le montant total du contrat est de 2,46 milliards de réals soit 1,07 milliard d’euros. Il est prévu que la ligne sera équipée de 54 rames de sept voitures dotées à conduite entièrement automatique. Les rames Innovia 300 peuvent transporter un millier de passagers (avec 6 passagers par m2).
La construction de cette ligne, devenue la ligne 15 du métro a commencé en 2011 pour une première ouverture sur une courte section et avec un service réduit trois ans plus tard. En décembre 2019, la ligne atteint São Mateus, soit à mi-chemin pour arriver à Cidade Tiradentes. La construction de cette ligne est donc toujours en cours.
La ligne a été fermée pour inspection générale pendant trois mois en 2020 (mars à mai), des éléments de véhicules s'étant détachés et tombés sur la chaussée. Le service a repris en juin sans que les causes du problème aient été véritablement élucidées.

## Le réseau
| Ligne             | Tronçon de ligne                             | Inauguration      | Longueur (km) | Stations | Durée du trajet (min) | Type     |
| ----------------- | -------------------------------------------- | ----------------- | ------------- | -------- | --------------------- | -------- |
| Ligne 1 - Bleue   | Tucuruvi ↔ Jabaquara                         | 14 septembre 1974 | 20,2          | 23       | 44                    | Métro    |
| Ligne 2 - Verte   | Vila Madalena ↔ Vila Prudente                | 25 janvier 1991   | 14,7          | 14       | 26                    | Métro    |
| Ligne 3 - Rouge   | Palmeiras-Barra Funda ↔ Corinthians-Itaquera | 10 mars 1979      | 22            | 18       | 36                    | Métro    |
| Ligne 4 - Jaune   | Luz ↔ Vila Sônia                             | 25 mai 2010       | 12,8          | 11       | 28                    | Métro    |
| Ligne 5 - Lilas   | Capão Redondo ↔ Chácara Klabin               | 10 octobre 2002   | 19,9          | 17       | 35                    | Métro    |
| Ligne 15 - Argent | Vila Prudente ↔ Jardim Colonial              | 30 août 2014      | 17,2          | 12       | 21                    | Monorail |

### Chronologie
| Ligne             | Tronçon                                                   | Inauguration              | Longueur (km) | Stations | Type             |
| ----------------- | --------------------------------------------------------- | ------------------------- | ------------- | -------- | ---------------- |
| Ligne 1 - Bleue   | Vila Mariana ↔ Jabaquara                                  | 14 septembre 1974         | 6,5           | 7        | Métro souterrain |
| Ligne 1           | Vila Mariana ↔ Liberdade                                  | 17 février 1975           |               | 5        | Métro souterrain |
| Ligne 1           | Liberdade ↔ Santana                                       | 26 septembre 1975         |               | 7        | Métro            |
| Ligne 1           | Station Sé                                                | 17 février 1978           | 0             | 1        | Métro souterrain |
| Ligne 3 - Rouge   | Sé ↔ Brás                                                 | 10 mars 1979              |               | 3        | Métro            |
| Ligne 3           | Brás - Bresser                                            | 23 août 1980              |               | 1        | Métro            |
| Ligne 3           | Bresser - Belém                                           | 15 septembre 1981         |               | 1        | Métro            |
| Ligne 3           | Belém - Tatuapé                                           | 15 novembre 1981          |               | 1        | Métro en surface |
| Ligne 3           | Sé - República                                            | 24 avril 1982             |               | 1        | Métro souterrain |
| Ligne 3           | Station Anhangabaú                                        | 26 novembre 1983          | 0             | 1        | Métro souterrain |
| Ligne 3           | República - Santa Cecília                                 | 10 décembre 1983          |               | 1        | Métro souterrain |
| Ligne 3           | Tatuapé - Penha                                           | 13 novembre 1986          |               | 2        | Métro en surface |
| Ligne 3           | Penha - Guilhermina-Esperança                             | 27 août 1988              |               | 2        | Métro en surface |
| Ligne 3           | Guilhermina-Esperança - Artur Alvim                       | 17 septembre 1988         |               | 2        | Métro en surface |
| Ligne 3           | Artur Alvim ↔ Corinthians-Itaquera                        | 1er octobre 1988          |               | 1        | Métro            |
| Ligne 3           | Santa Cecília ↔ Palmeiras-Barra Funda                     | 17 décembre 1988          |               | 2        | Métro            |
| Ligne 2 - Verte   | Consolação ↔ Paraíso                                      | 25 janvier 1991           |               | 4        | Métro souterrain |
| Ligne 2           | Consolação ↔ Clínicas et Paraíso ↔ Ana Rosa               | 12 septembre 1992         |               | 2        | Métro souterrain |
| Ligne 1           | Santana ↔ Tucuruvi                                        | 20 avril 1998             | 3,5           | 3        | Métro            |
| Ligne 2           | Clínicas ↔ Vila Madalena                                  | 21 novembre 1998          | 2,9           | 2        | Métro souterrain |
| Ligne 5 - Lilas   | Capão Redondo ↔ Largo 13                                  | 10 octobre 2002           | 9,3           | 6        | Métro            |
| Ligne 2           | Ana Rosa ↔ Imigrantes (station Chácara Klabin en mai)     | 15 avril 2006             | 3,0           | 2        | Métro            |
| Ligne 2           | Imigrantes - Alto do Ipiranga                             | 30 juin 2007              | 1,1           | 1        | Métro souterrain |
| Ligne 2           | Alto do Ipiranga - Sacomã                                 | 20 janvier 2010           | 1,1           | 1        | Métro souterrain |
| Ligne 4 - Jaune   | Paulista ↔ Faria Lima                                     | 25 mai 2010               | 3,6           | 2        | Métro souterrain |
| Ligne 2           | Sacomã - Vila Prudente (station Tamanduateí en septembre) | 21 août 2010              |               | 2        | Métro            |
| Ligne 4           | Faria Lima - Butantã (station Pinheiros en mai)           | 28 mars 2011              |               | 2        | Métro souterrain |
| Ligne 4           | Paulista - Luz                                            | 15 septembre 2011         |               | 2        | Métro souterrain |
| Ligne 5           | Largo Treze - Adolfo Pinheiro                             | 12 février 2014           | 0,9           | 1        | Métro souterrain |
| Ligne 15 - Argent | Vila Prudente ↔ Oratório (service limitée en août 2014)   | 30 août 2014/10 août 2015 | 2,1           | 2        | Monorail aérien  |
| Ligne 4           | Station Fradique Coutinho                                 | 15 novembre 2014          | 0             | 1        | Métro souterrain |
| Ligne 5           | Adolfo Pinheiro - Brooklin                                | 6 septembre 2017          | 2,8           | 3        | Métro souterrain |
| Ligne 4           | Station Higienópolis-Mackenzie                            | 23 janvier 2018           | 0             | 1        | Métro souterrain |
| Ligne 5           | Brooklin - Eucaliptos                                     | 2 mars 2018               | 2,9           | 1        | Métro souterrain |
| Ligne 4           | Station Oscar Freire                                      | 4 avril 2018              | 0             | 1        | Métro souterrain |
| Ligne 5           | Eucaliptos - Moema                                        | 5 avril 2018              | 1,2           | 1        | Métro souterrain |
| Ligne 15          | Oratório - Vila União                                     | 6 avril 2018              |               | 4        | Monorail aérien  |
| Ligne 5           | Moema - AACD-Servidor                                     | 31 août 2018              | 1,3           | 1        | Métro souterrain |
| Ligne 5           | AACD-Servidor - Chácara Klabin                            | 28 septembre 2018         | 2,8           | 3        | Métro souterrain |
| Ligne 4           | Butantã - São Paulo-Morumbi                               | 27 octobre 2018           |               | 1        | Métro souterrain |
| Ligne 5           | Station Campo Belo                                        | 8 avril 2019              | 0             | 1        | Métro souterrain |
| Ligne 15          | Vila União - Jardim Planalto                              | 26 août 2019              |               | 1        | Monorail aérien  |
| Ligne 15          | Jardim Planalto - São Mateus                              | 16 décembre 2019          |               | 3        | Monorail aérien  |

### Les lignes

#### Ligne 1
La ligne 1 (bleue) du métro de São Paulo, 20 km et 23 stations, est souterraine de Jabaquara à Tiradentes, ainsi que Jardim São Paulo et Tucuruví. L'écartement des rails est de 1 600 mm et les trains sont alimentés en énergie de traction par troisième rail.
La première ligne de métro déployée à São Paulo, reliant les régions Nord et Sud, de Santana à Jabaquara, reposait sur des études de faisabilité du métro de São Paulo réalisées par le consortium allemand HMD (Hochtief-Montreal-Deconsult). Les architectes brésiliens de l'équipe HMD, coordonnés par Marcello Fragelli, ont développé les projets de concept de base, ainsi que les projets exécutifs. Deux méthodes de construction ont été appliquées aux stations de la ligne 1 - Bleue : les tunnels et les aériens. En plus de ces méthodes, des tunneliers avec boucliers ont été utilisés pour la construction des tronçons de voie. Il y a deux sens de l'architecture à remarquer dans les projets de la ligne 1 - Bleue, un pour les stations de métro et un autre pour les stations aériennes. Les stations de métro ont été conçues comme de véritables « cavernes », se connectant à la surface uniquement aux entrées, sans ventilation naturelle ni éclairage. Afin d'éviter un excès de similitude entre les stations, une diversité de formes géométriques a été choisie pour la dalle supérieure de chaque station, ce qui constitue un « design » de toitures diversifiées. La fixation de plaques métalliques émaillées en tant que revêtement mural le long des quais avait pour but d'individualiser chaque station avec des formes géométriques différentes, permettant son identification immédiate. Pour la conception des stations surélevées, qui sont situées sur la section nord de la ligne 1 - Bleu, les potentialités structurelles et plastiques du béton ont été utilisées, afin d'intégrer esthétiquement les structures nécessaires pour soutenir la bande avec les autres espaces de la station, telles comme les salles techniques et opérationnelles, les accès et les voies de passage pour le système de circulation des véhicules.
Avec 1,5 million de passagers par jour, à égalité avec la ligne 3, la ligne 1 est une des lignes de métro les plus fréquentées au monde.

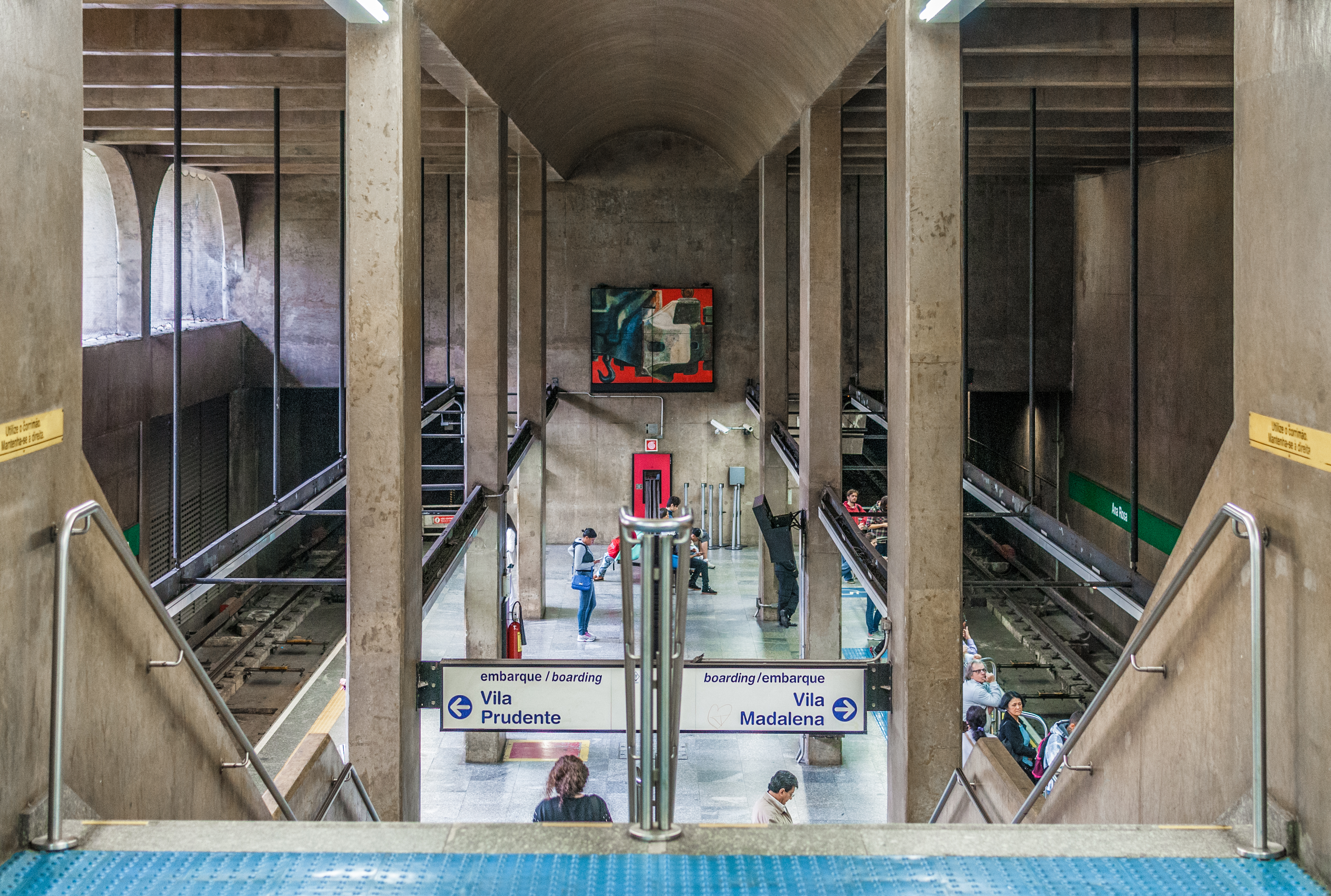
Station Ana Rosa

#### Ligne 2
La ligne 2 (verte) du métro de São Paulo, 14,7 km et 14 stations, est entièrement souterraine. L'écartement des rails est de 1 600 mm et les trains sont alimentés en énergie de traction par troisième rail.
Dans le cadre de l'itinéraire qui traverse la région de l'avenue Paulista, les conceptions d'intervention menées par le métro ont été conçues pour réduire les perturbations du trafic local et de la circulation des piétons ainsi que les impacts environnementaux et urbanistiques causés par les expropriations dans la zone à la plus haute valeur immobilière de la ville. Dans ce contexte, le projet architectural a été le catalyseur de la réalisation de nouveaux concepts et de l'application d'une nouvelle technologie de construction utilisée pour la ligne 2 - Verte. On peut citer les stations Trianon-Masp et Brigadeiro, comme dans chacune l'implantation de deux mezzanines, à partir d'un meilleur accès aux stations de fouilles et d'une réduction significative des fouilles. Dans l'élaboration de projets qui visent à améliorer les solutions, à la fois esthétiques et formelles, avec les méthodes de construction utilisées, en créant des espaces fonctionnels, avec un « design » de grande beauté. En adoptant de grandes ouvertures en surface et en installant des grilles de ventilation au niveau du trottoir, le système de ventilation a été simplifié et les tours de ventilation qui caractérisent le projet Ligne 1 - Bleue ont été supprimées.

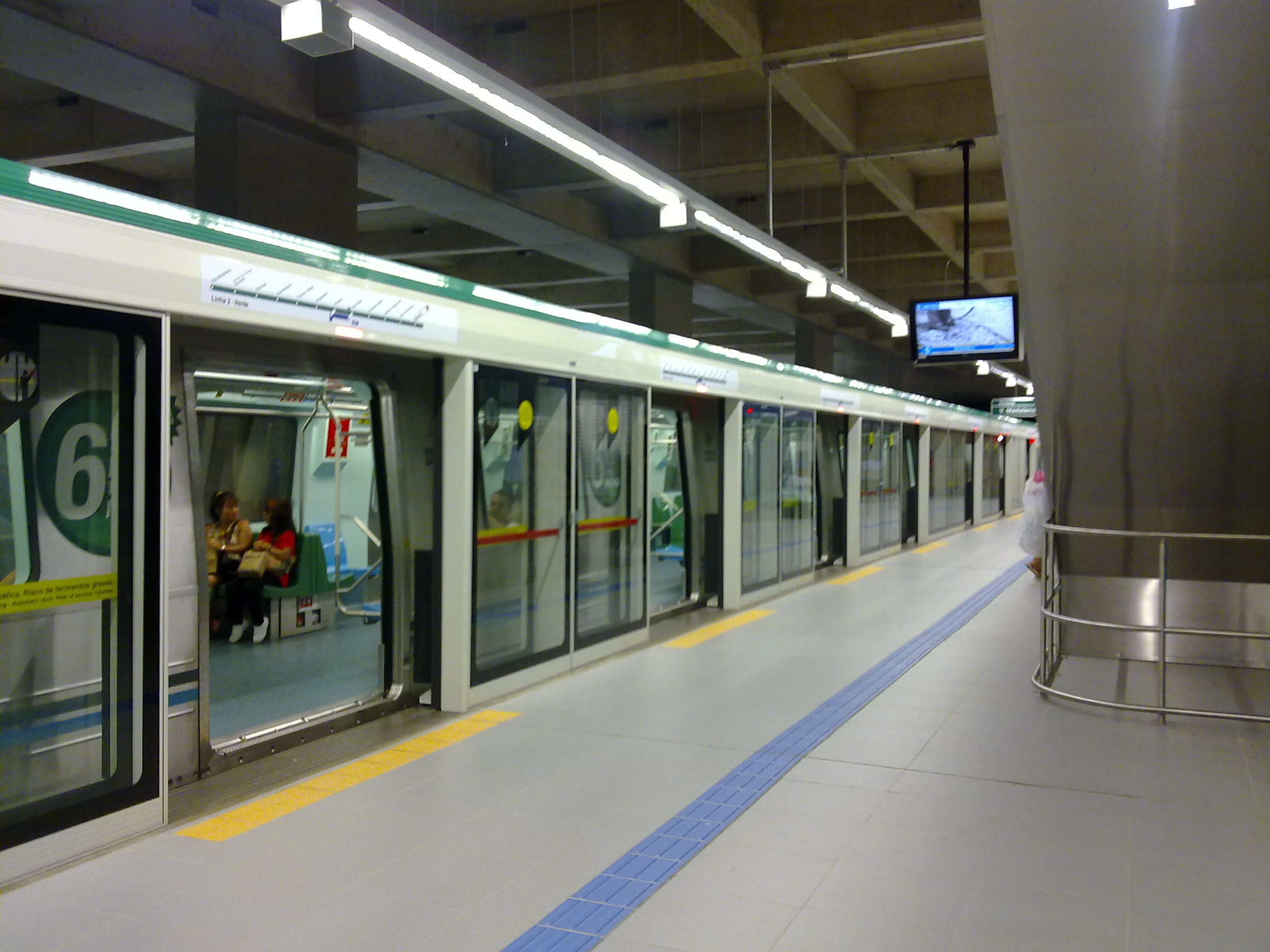
Station Sacomã

#### Ligne 3
La ligne 3 (rouge) du métro de São Paulo, 22 km et 18 stations, est souterraine entre Sé et Marechal Deodoro. L'écartement des rails est de 1 600 mm et les trains sont alimentés en énergie de traction par troisième rail.

#### Ligne 4

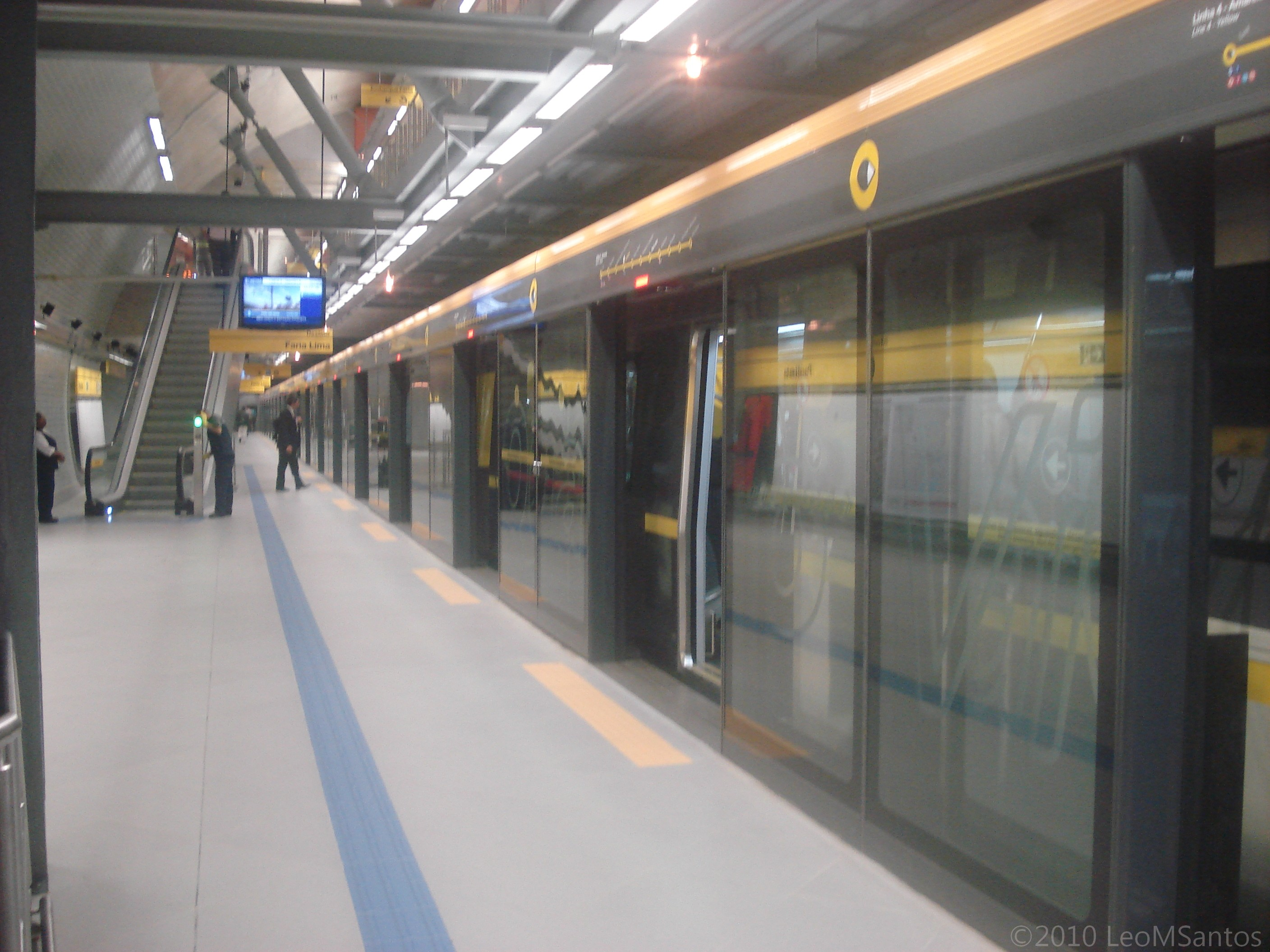
Portes palières à la station Paulista.

La ligne 4 (jaune) relie la station Luz et la station Butantã. Avec une longueur de 11 kilomètres et 10 stations, la ligne transporte environ 700 000 usagers par jour. C'est la première ligne du réseau à être automatisée. Les quais des stations sont équipés de portes palières.
La première section de la ligne 4, longue de 3,6 km, fut inaugurée le 25 mai 2010. C'est la première ligne de métro du Brésil construite dans le cadre d'un partenariat public-privé (PPP). Elle est gérée par la société ViaQuatro.
Les rames en service sur cette ligne sont construites par Hyundai Rotem : elles sont composées de 6 voitures et sont contrôlées par le système Trainguard MT CBTC de Siemens, qui permet une conduite complètement automatique. L'écartement des rails est standard (1 435 mm), l'énergie de traction est fournie par caténaire.
La fréquentation de la ligne 4 atteint 550 000 passagers par jour en 2011, puis 780 000 passagers en 2014, ce qui en fait la troisième ligne la plus fréquentée du métro après les lignes 1 et 2.

## Le réseau des trains de banlieue
La société Companhia Paulista de Trens Metropolitanos (CPTM) et le consortium ViaMobilidade gèrent le réseau de trains de banlieue relié au métro de São Paulo.
Les sept lignes de trains de banlieue de la CPTM et de ViaMobilidade sont numérotées de 7 à 13, après la ligne 6 et avant la ligne 15 du métro :
- Ligne 7 - Rubis
- Ligne 8 - Diamant
- Ligne 9 - Émeraude
- Ligne 10 - Turquoise
- Ligne 11 - Corail
- Ligne 12 - Saphir
- Ligne 13 - Jade

## Équipements du réseau

### Le matériel roulant
Pour l'exploitation commerciale de la ligne 1 nord-sud, le métro a acquis à l'origine 198 voitures, puis un complément de 108 voitures, toutes fournies par l'industrie brésilienne (Cobrasma - Mafersa), Pour la ligne 3 est-ouest, une commande initiale de 282 voitures a été passée aux mêmes fournisseurs. Les voitures ont des caisses monobloc légères, en acier inoxydable, tous les essieux sont moteurs. Les rames sont composées de six voitures équipées d'attelages automatiques assurant les liaisons électriques et pneumatiques. Les dimensions des véhicules sont : 21,75 m longueur, 3,17 m largeur et 3,57 m hauteur. La grande largeur du véhicule autorise une capacité de transport par train de six véhicules de 1 540 voyageurs avec 6 passagers debout par m2 et 56 passagers assis par véhicule. La vitesse maximale est de 100 km/h, le coefficient d'accélération 1,12 m/s2, celui de décélération 1,2 m/s2.
En juin 1993, le métro commande sept rames de six voitures à Mafersa avec une option pour 15 rames supplémentaires. Pour faire face à l'augmentation du trafic qui atteint 2,5 millions de voyages par jour et à ses extensions de lignes, le métro devrait acheter 47 rames mais ne peut financer une commande de cette importance.

### La signalisation et les automatismes de train
Les premiers trains sont équipés d'un système moderne pour l'époque d'automatismes de contrôle et de conduite. Le contrôle automatique de l'accélération et du freinage est normalement utilisé en service commercial. L'agent supervise le fonctionnement automatique de l'équipement, n'intervenant qu'en cas d'urgence.
La grande fréquentation du métro incite la compagnie vers la recherche de système moderne de contrôle pour faire diminuer l'intervalle entre les trains. La compagnie brésilienne CMW obtient en 1994 un contrat de rénovation de la signalisation et du poste de contrôle dans le but d'obtenir un intervalle de 60 secondes.

### Système électrique d'énergie de traction
L'énergie de traction des trains des trois premières lignes de métro est fournie classiquement par un troisième rail sous 750 V cc.
La ligne 1 possède initialement trois sous-stations primaires, qui reçoivent l'énergie depuis le poste producteur sous une tension de 88 kV qui est ramenée a 22 kV pour alimenter le réseau interne de distribution. Ce réseau alimente les postes redresseurs implantés toutes les deux stations (avec trois groupes de 2 500 kW de service chacun) et les 22 sous-stations auxiliaires des stations et des ateliers.
Pour la ligne 3, le système d'alimentation électrique est composé de trois sous-stations primaires à 88 kV. Les postes redresseurs sont plus petits (4 250 kW) et sont localises dans chaque station, ce qui provoque une chute de tension moins importante et des courants vagabonds plus faibles.

## Exploitation et maintenance
Toutes les lignes fonctionnent de 4 h 40 à 0 h 40 (1 h le samedi).

### La fréquentation
Dès les premières années d'exploitation le métro de São Paulo devint un des métros les plus fréquentés du monde. En 1982, le métro réalisa 347 millions de voyages. En janvier 1983, environ 1,3 million de voyages sont effectués dans le métro chaque jour ouvrable pour un réseau de deux lignes avec 24,5 km et 27 stations. En décembre 1988, les deux millions de passagers par jour sont dépassés, le total de l'année atteignant 565 millions de voyages, soit le 9ème métro du monde avec deux lignes seulement. Le 14 septembre 2019, le Metrô a enregistré un record d'affluence de 5,5 millions de passagers en une seule journée ouvrable, en raison de l'extension récente de certaines lignes. Le métro a transporté 1,49 milliard de passagers au cours de l'année 2019.

### Incidences hors exploitation
En 2013, des manifestations concernant le prix des transports publics avaient éclaté dans l'ensemble du pays, commençant à Natal avant de s'étendre ailleurs, dont en particulier à São Paulo.
Le métro est un enjeu politiquement sensible dans cette mégalopole. En 2014, le gouverneur de São Paulo, Geraldo Alckmin, décida de classer en confidentiel (soit 25 ans de non-communication) des documents concernant le transport public (dont des études de faisabilité, des descriptions de projet ainsi que des vidéos d'un projet Arte no metro), afin d'éviter toute communication dans le cadre de la loi sur l'accès à l'information.

## Projets de développement

### En construction

#### Les extensions de lignes existantes
Une extension de la ligne 4 est en cours de construction jusqu'à Taboão da Serra après Vila Sônia terminant ainsi le trajet du projet tel qu'initialement conçu. Une mise en service jusqu'à Vila Sônia fut attendue pour 2021.
L'extension de la ligne 15 (monorail) d'une station de São Mateus à Jardim Colonial, en cours de construction, était achevée en 2021. La ligne 15 pourrait atteindre Jacu-Pêssego, depuis Cidade Tiradentes en 2022, ajoutant six stations supplémentaires à l'est, mais la construction n'est pas commencée.
Confirmée en juin 2019, une extension de la ligne 2  au nord-est de Vila Prudente à Penha, 8,3 km et 8 stations, est en cours de construction depuis avril 2020. Les travaux initiaux comprennent des études archéologiques et des essais de pompage des eaux souterraines sur les sites des stations prévues à Vila Formosa, Penha et Anália Franco. Lors de sa mise en service en 2026, la ligne devrait ajouter 377 000 passagers par jour aux 800 000 passagers qui l'utilisent déjà. Un appel d'offres pour l'acquisition de 22 rames supplémentaires de 6 véhicules est attendu.

#### La construction de la ligne 6 (orange)
Les études de conception de la ligne 6 - orange du métro de São Paulo ont été finalisé en 2012, sauf pour le choix de l'énergie de traction (750 ou 1500 V). Ses caractéristiques principales sont : métro en souterrain classique, largeur de voie de 1 435 mm, traction triphasée par IGBT, trains de six voitures avec CBTC permettant le fonctionnement automatique des trains et climatisation.
Les appels d'offres pour une concession dans le cadre d'un PPP ont été lancés en janvier 2013 par le gouverneur de l'État de São Paulo, Geraldo Alckmin. Le coût du projet est alors évalué à 7,8 milliards de R$ et la construction devait démarrer en juillet 2014. La concession durera 25 ans, soit six ans pour la construction et 19 ans pour l'exploitation et la maintenance. La première phase de 15,9 km et 15 stations de la ligne 6 débutera à São Joaquim dans le centre-ville et se terminera à Brasilândia, au-delà duquel il y aura un atelier. La première étape comprendra 13,3 km en souterrain. La ligne nécessitera une flotte de 23 rames de six voitures climatisées, dont jusqu'à 20 seront nécessaire en fonctionnement aux heures de pointe. Les trains rouleront sans conducteur à une vitesse moyenne de 36 km/h. Chaque rame aura une capacité de 1620 passagers, et la demande est prévue à 630 000 passagers par semaine.
Le contrat est attribué au consortium Move São Paulo à la mi-2013. C'est la société japonaise Mitsubishi Heavy Industries qui obtient le contrat de matériel roulant en août 2014. En sous-traitance, Nippon Signal reçoit le contrat de signalisation de la ligne en décembre 2014.
La construction a commencé en janvier 2015, mais a été suspendue en septembre 2016 lorsque le concessionnaire a rencontré des difficultés financières. Cela a donné le temps à l'État d'entamer des négociations en novembre pour qu'Acciona acquière une participation majoritaire dans Move São Paulo. En décembre 2018, le gouvernement de l'État a décidé de mettre officiellement fin au contrat, mais les parties sont convenues que le consortium continuerait à travailler sur place, initialement jusqu'en août 2019, puis jusqu'en mai 2020. En réalité les travaux sont pratiquement arrêtés depuis septembre 2016.
L'État de São Paulo a signé en octobre 2020 un accord transférant la concession de construction et d'exploitation de la ligne 6 du consortium Move São Paulo à Concessionária Linha Universidade dirigée par Acciona. D'un coût de 15 milliards de R$ la ligne orange est le plus grand projet d'infrastructure public-privé en cours de développement en Amérique latine. Environ 15% de la construction a été achevée à ce jour et les travaux devraient durer encore cinq ans.
| Ligne               | Tronçon                                              | État d'avancement | Longueur (km) | Stations | Durée du trajet (min) | Type     |
| ------------------- | ---------------------------------------------------- | ----------------- | ------------- | -------- | --------------------- | -------- |
| Ligne 6 - Orange    | Brasilândia ↔ São Joaquim                            | En construction   | 15,9          | 15       | 49                    | Métro    |
| Ligne 16 - Violette | Cachoeirinha ↔ Ipiranga                              | En planification  | 17            | 21       | -                     | Métro    |
| Ligne 17 - Or       | São Paulo-Morumbi ↔ Aeroporto de Congonhas/Jabaquara | En construction   | 14,1          | 5        | -                     | Monorail |
| Ligne 18 - Marron   | Tamanduateí ↔ Estrada dos Alvarengas                 | Abandonné         | -             | -        | -                     | Monorail |
| Ligne 19 - Céleste  | Guarulhos - Cecap ↔ Campo Belo                       | En planification  | -             | -        | -                     | Métro    |
| Ligne 20 - Rose     | Santa Marina ↔ Santo André                           | En planification  | 31            | 24       | -                     | Métro    |

#### La construction de la ligne 17, seconde ligne de monorail, sous le regard des tribunaux
En juillet 2009 un accord est signé entre la société malaysienne Scomi Rail et la société brésilienne CR Almeida pour promouvoir un réseau de cinq lignes de monorail à São Paulo.
Scomi consortium gagne en 2011 le contrat de construction du monorail de la ligne 17. Les travaux commencent en 2012, mais les retards vont s'accumuler rapidement. Le choix d'une construction en concession de la ligne 17 a été annoncé en novembre 2015 par le gouverneur Geraldo Alckmin. Scomi obtient le contrat. La fabrication des trains était à peine réalisée par Scomi fin 2017 que la société connait de nombreux déboires financiers et sera finalement mise en liquidation. Un prêt est accordé par la Banque latino-américaine de développement en octobre 2019.
La responsabilité de la construction de la ligne 17 (or) a changé de mains après que l’entrepreneur précédent, Consórcio Monotrilho Integração, ait arrêté les travaux après une série de retards qui ont conduit l’autorité du métro à lui infliger des amendes de 88 millions de reais. Néanmoins CMI gagne en mai 2020 son procès contre l'autorité du métro. En janvier 2020, Metrô de São Paulo a signé un contrat de 495 millions de reais avec l'entreprise de construction Constran pour l'achèvement de la ligne 17, construite à 86%. Ce choix est également remis en cause par décision du tribunal. Le métro de São Paulo lance des appels d'offres concernant la fabrication de trains et l'installation de signalisation, qui faisaient à l'origine partie du contrat de CMI.
Une fois finalisée, la ligne 17 totalisera 17,7 km de long et reliera l'aéroport de Congonhas au stade Morumbi. La ligne sera exploitée par l’opérateur de la ligne 5, ViaMobilidade, et devrait être opérationnelle en juin 2025.

### En projet[53]
Les lignes 16, 19 et 20 sont en planification.
Le projet de ligne 18 en monorail est abandonné à la suite de la décision du gouvernement de l’État en juillet 2019 d’annuler le contrat au profit d’un corridor de transport en commun rapide par bus.
Le projet de ligne 20, en cours de réévaluation, a été consolidé. Le contrat d'études préliminaires signé en août 2020, d'une valeur de R $ 5,3 millions, doit être réalisé en 32 mois. La ligne 20 aurait 24 stations sur 31 km, reliant Santa Marina au nord à Santo André au sud-est de la ville. La ligne 20 devrait transporter environ un million de passagers par jour et aura un débit de 32 000 passagers à l'heure par sens. La construction devrait commencer au plus tôt en 2023 et le coût de construction estimé est supérieur à 10 milliards de R $ que l'État prévoit de financer via une concession PPP.

## Galerie de photos

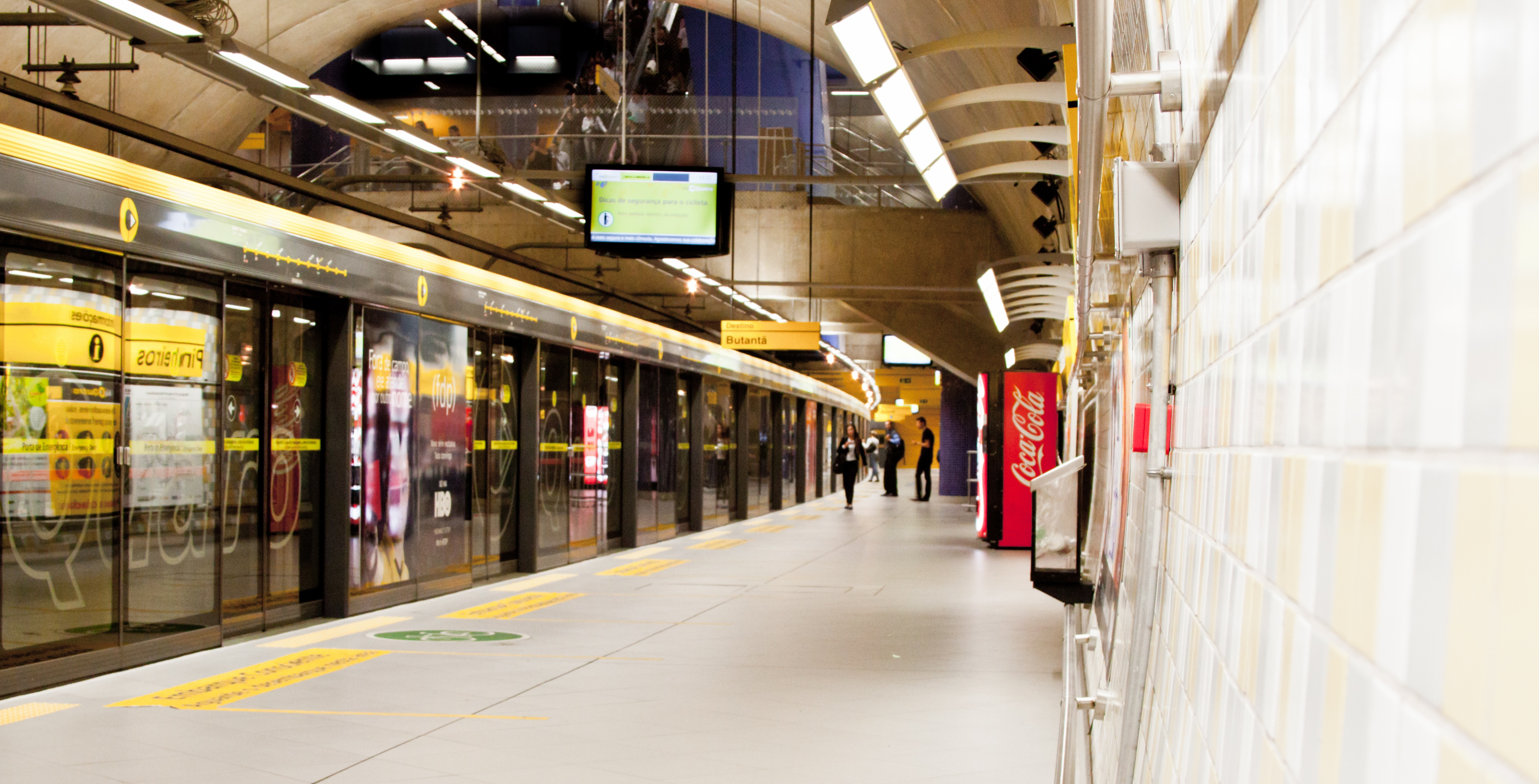
La ligne 4 du métro
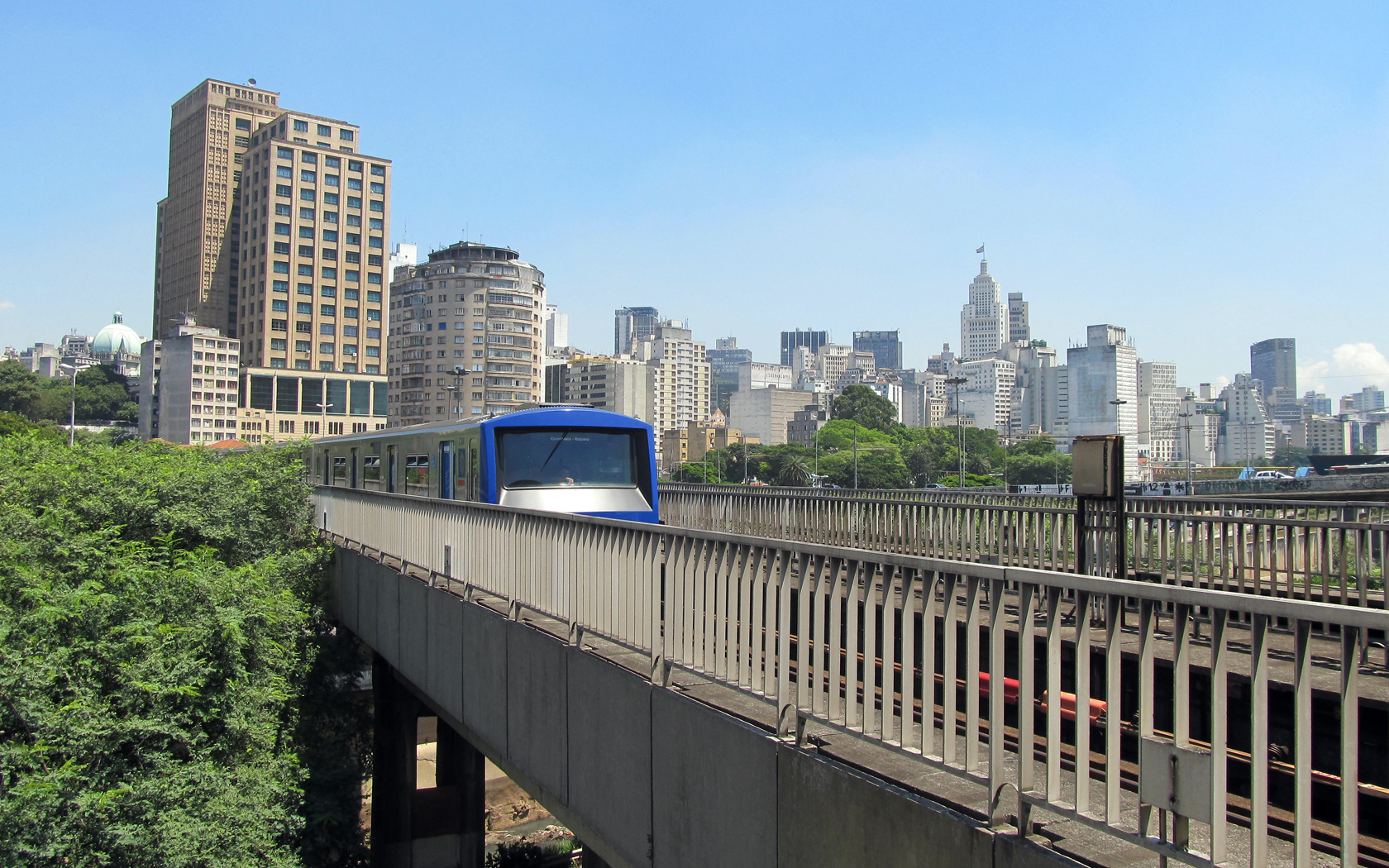
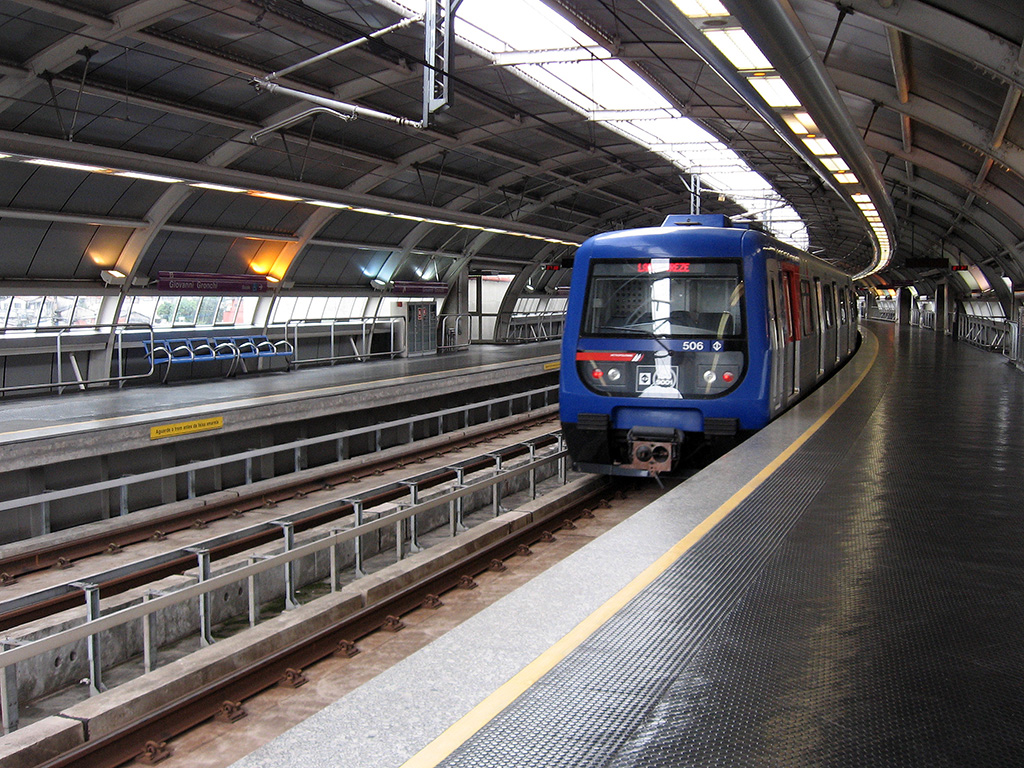
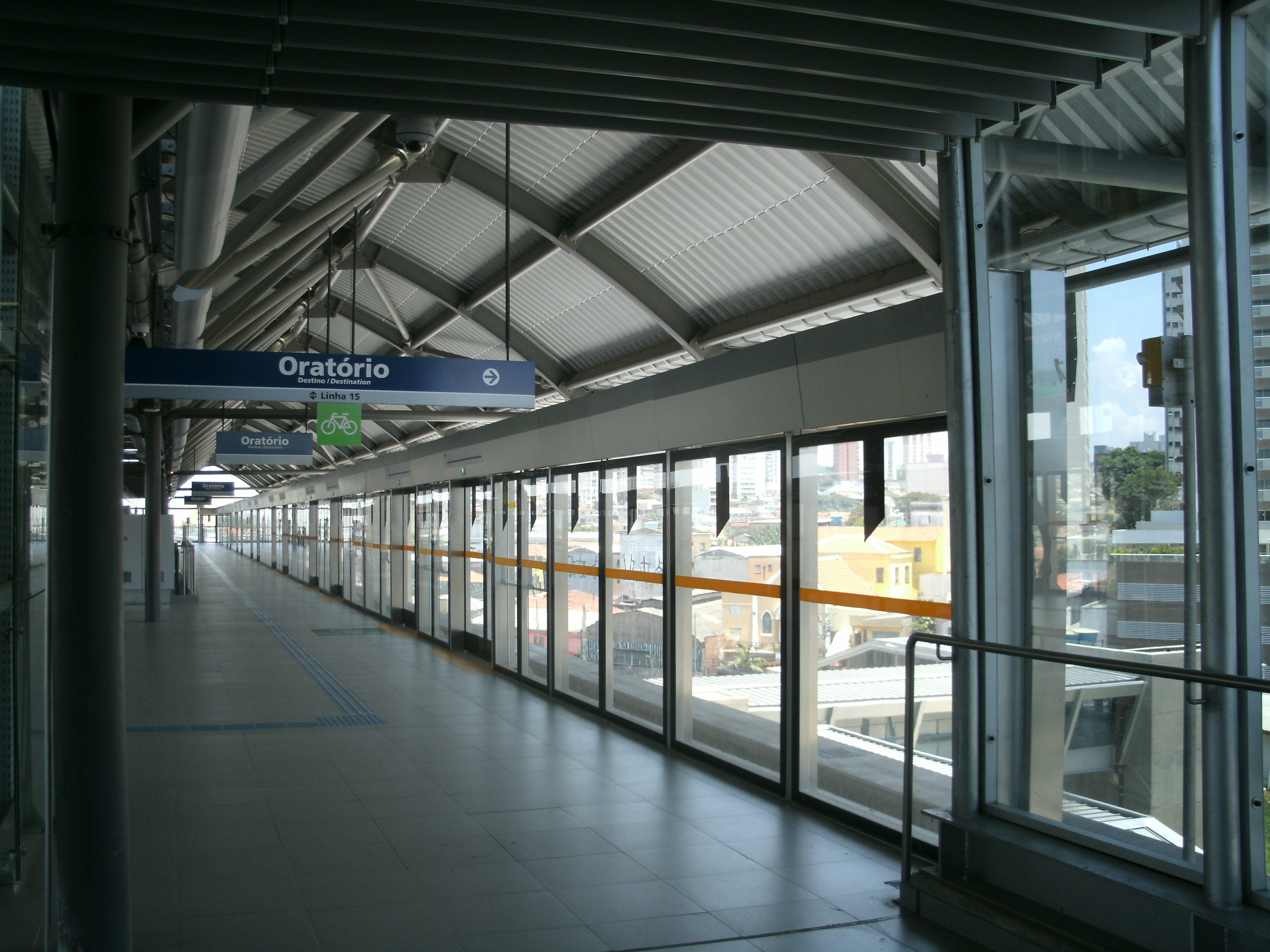
Station Vila Prudente
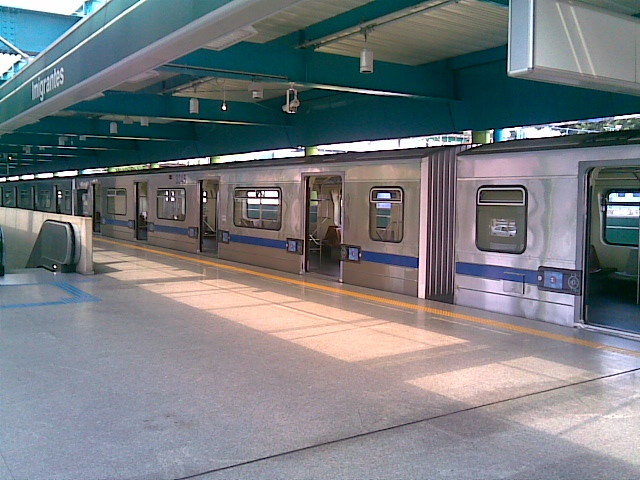
Alstom Millenium
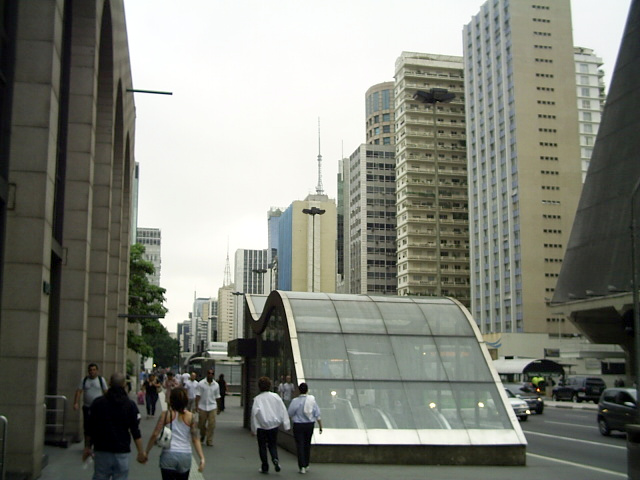
Avenue Paulista à São Paulo.
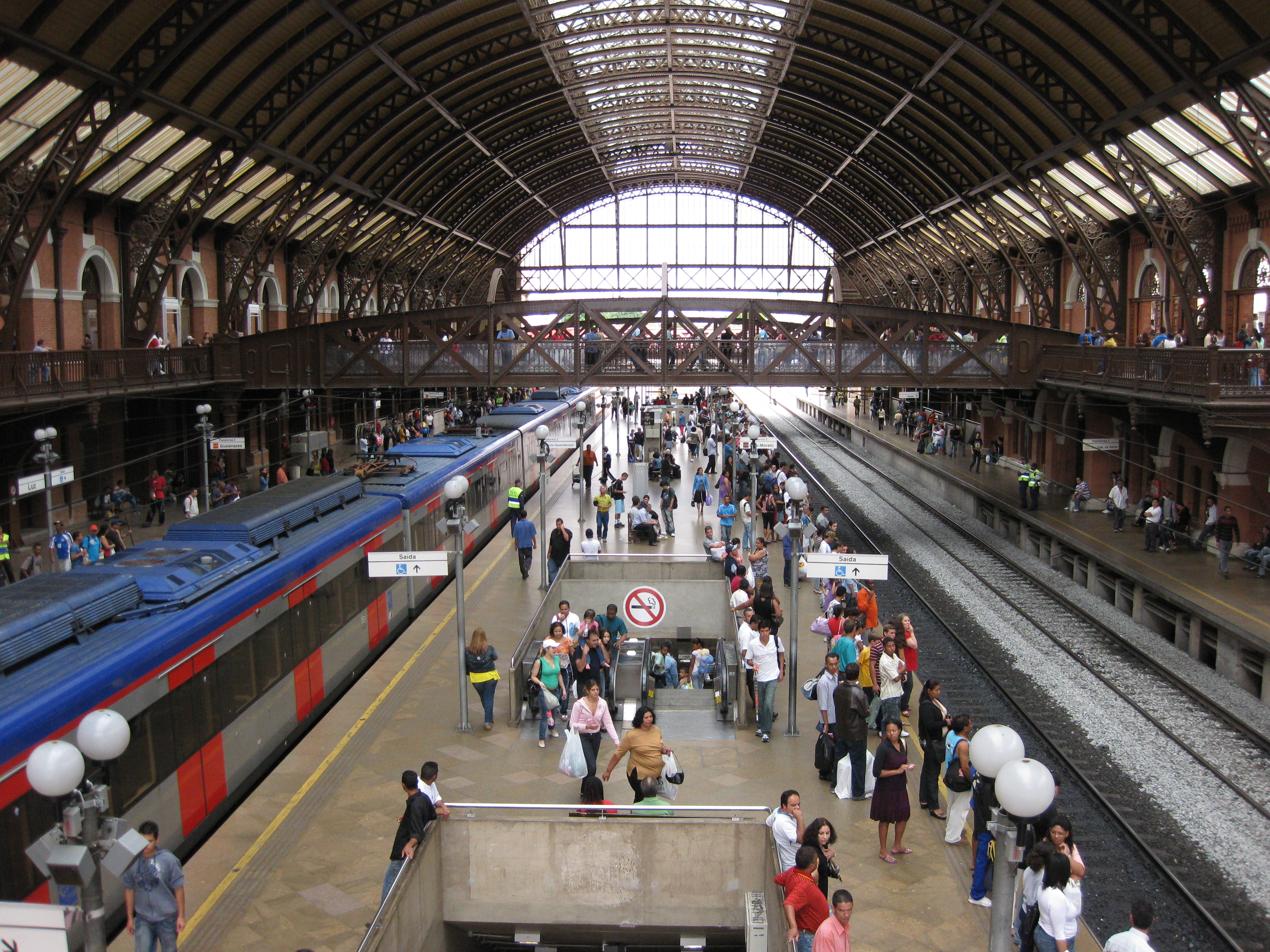
Station Luz